# Chiesa di San Luigi (Darmstadt)
La chiesa di San Luigi (in tedesco Ludwigskirche), anche popolarmente chiamata Kääsglock ("campana di formaggio") è il principale luogo di culto cattolico di Darmstadt, nell'Assia, al termine del boulevard Wilhelminenstraße.
Nel 2015 la parrocchia contava circa 5 000 cattolici.

## Storia
La Ludwigskirche fu costruita dal 1822 al 1827 su progetto di Georg Moller (autore del Ludwigsmonument) come prima chiesa cattolica nell'Assia-Darmstadt dopo la Riforma protestante.
L'articolo 47 del Congresso di Vienna attribuì al Granducato d'Assia nel 1815-'16 altre zone, tra cui Alzey, Worms, Bingen e Magonza, cioè il territorio noto come Assia Renana, e in tal modo la protestante Darmstadt si trovò capitale di uno stato sovrano che abbracciava numerosi cittadini cattolici. Il granduca Luigi I incaricò il suo architetto capo Georg Moller di erigere una chiesa rappresentativa a Darmstadt. L'edificio corrispondente ad un Pantheon doveva essere dedicato allo spirito dell'illuminismo e della tolleranza religiosa deo uno (al solo Dio — come nella dedica sopra al portale fino al 1944) al di là di ogni angustia nominale. Il granduca mise a disposizione il terreno per la costruzione sul Riedelsberg in una posizione ben visibile e una sostanziosa somma di denaro.
A causa delle (comunque) insufficienti risorse finanziarie si riuscì a realizzare una costruzione con cupola centrale, al posto del progetto iniziale di una basilica con soffitto a volta, con tre entrate a colonna, un coro sopraelevato, due torri e un portico superiore con archi.
Il 19 febbraio 1827, quindicesimo anniversario del matrimonio del granduca Luigi I con la principessa Luisa d'Assia-Darmstadt, cinque anni dopo l'avvio dell'edificazione, si poté consacrare la nuova chiesa. In onore del granduca, essa fu intitolata a san Luigi di Francia. La piccola comunità cattolica non apprezzò molto la scelta estetica dell'imponente luogo di culto a forma di tempio, con interni assai minimalisti.
Nella notte dell'incendio dell'11 settembre 1944, la chiesa di S. Luigi fu distrutta, salvo le mura esterne e il colonnato. Nel 1951 fu allestita una copertura di emergenza per il vestibolo e per l'altare. La ricostruzione della cupola fu completata nel 1955. I capitelli distrutti furono ripristinati tra il 1975 e il 1977. Negli anni tra il 1993 ed il 1995 fu rifatta la copertura della cupola e vi fu un restauro esterno. Ma solo il restauro degli interni e dell'altare, tra il 2002 e il 2005, restituì la sontuosa brillantezza dell'originaria idea classicistica.

## Descrizione
Il Pantheon di Roma fu preso a modello per questa costruzione classicista con una riduzione totale di un quinto. La pianta centrale alta 35 m consiste di un cilindro dal diametro di 43,2 m con la sommità semisferica. L'entrata enfatizza le dimensioni colossali con un 
timpano. Il portico, di cui al progetto originale di Moller, non fu realizzato. Una fila circolare di paraste, insistenti su un alto basamento, divide la facciata, che è quasi del tutto priva di aperture. I capitelli delle paraste reggono un'alta trabeazione a doppio braccio, che termina in una fascia decorata con motivi a rotolo.
All'esterno della chiesa, un obelisco ricorda la granduchessa Alice, figlia della Regina Vittoria e moglie di Luigi IV d'Assia.

### Cupola

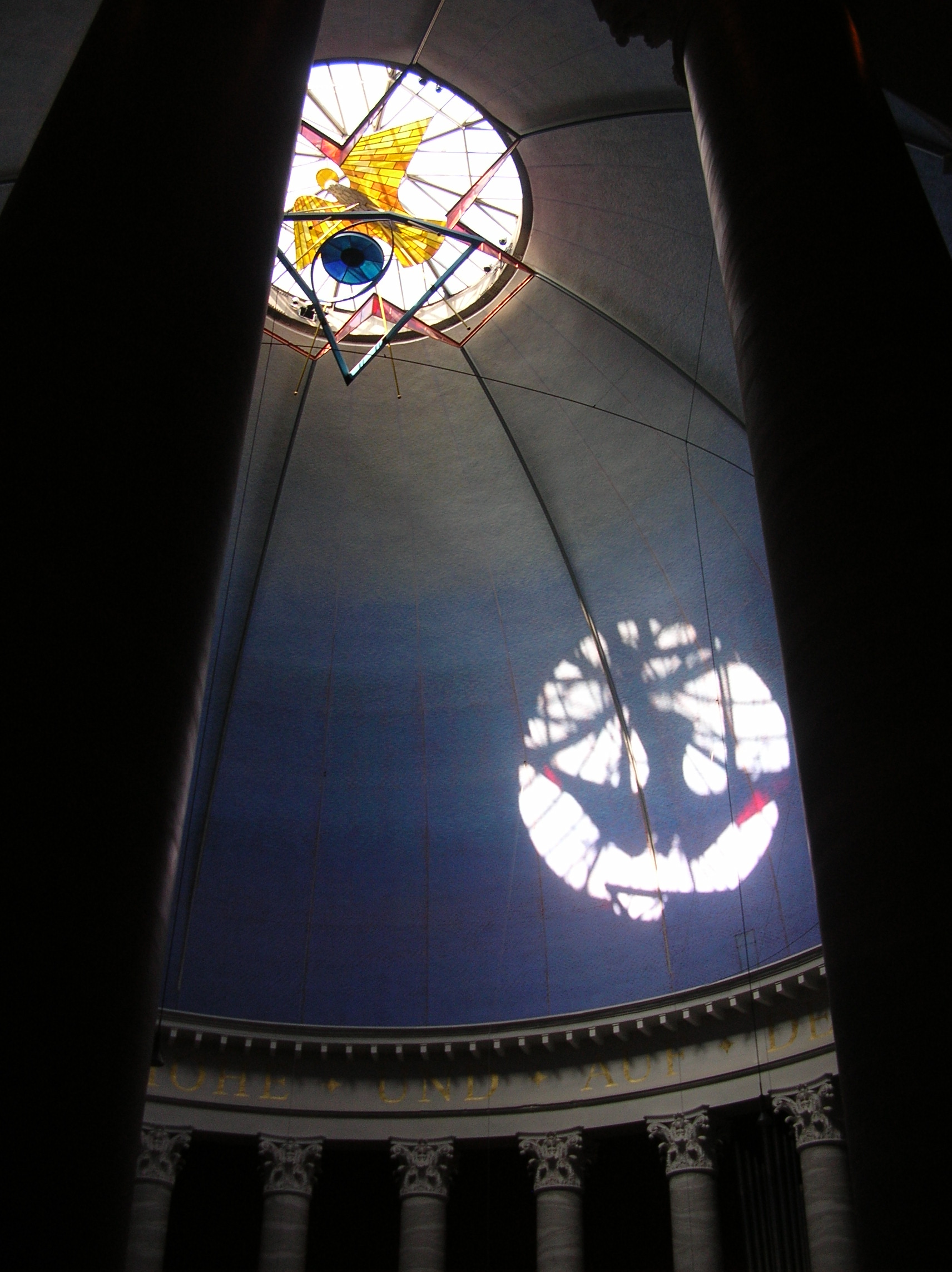
Veduta interna della cupola

La cupola, che poggia su una corona interna di 28 colonne corinzie rivestite di scagliola, ha un diametro di 33 m. Nelle parole di Goethe, la risurrezione del Signore è celebrata, poiché essi stessi risuscitarono da basse case di misere stanze, e dalle strade di opprimente angustia, e secondo il Salmo 18:20: mi hai portato all'aperto. Tu rendi luminosa la mia oscurità. In origine la cupola fu costruita nel 1827 come una struttura di legno con copertura spiovente. L'interno era dipinto a cassettoni.
Con i suoi 33,5 m di apertura era la più grande cupola lignea in Germania. Raggi in quercia semplici e a doppio anello radiale assorbivano la pressione circolare e le forze tensive della cupola e assicuravano la tenuta spaziale.
La ricostruzione nel 1954 fu il risultato dei progetti del viennese Clemens Holzmeister, con una struttura in acciaio rivestita di rame. Il tetto della rotonda fu sostituito da una copertura piatta munita di attico.
Come avviene con l'oculo del Pantheon romano, la luce naturale scende solo attraverso un'apertura circolare larga nove metri sulla cupola, schermata da una finestra trinitaria opera dello scultore austriaco Rudolf Hoflehner, simboleggiante la illuminante intrusione del divino nel mondo.
Nella rappresentazione plastica, il blu dell'occhio divino (Padre) si unisce con il blu della cupola, il rosso della croce (Figlio) con il rosso della rotonda, ed il giallo della colomba (Spirito) con i campi rastremati della cupola.

### Interno

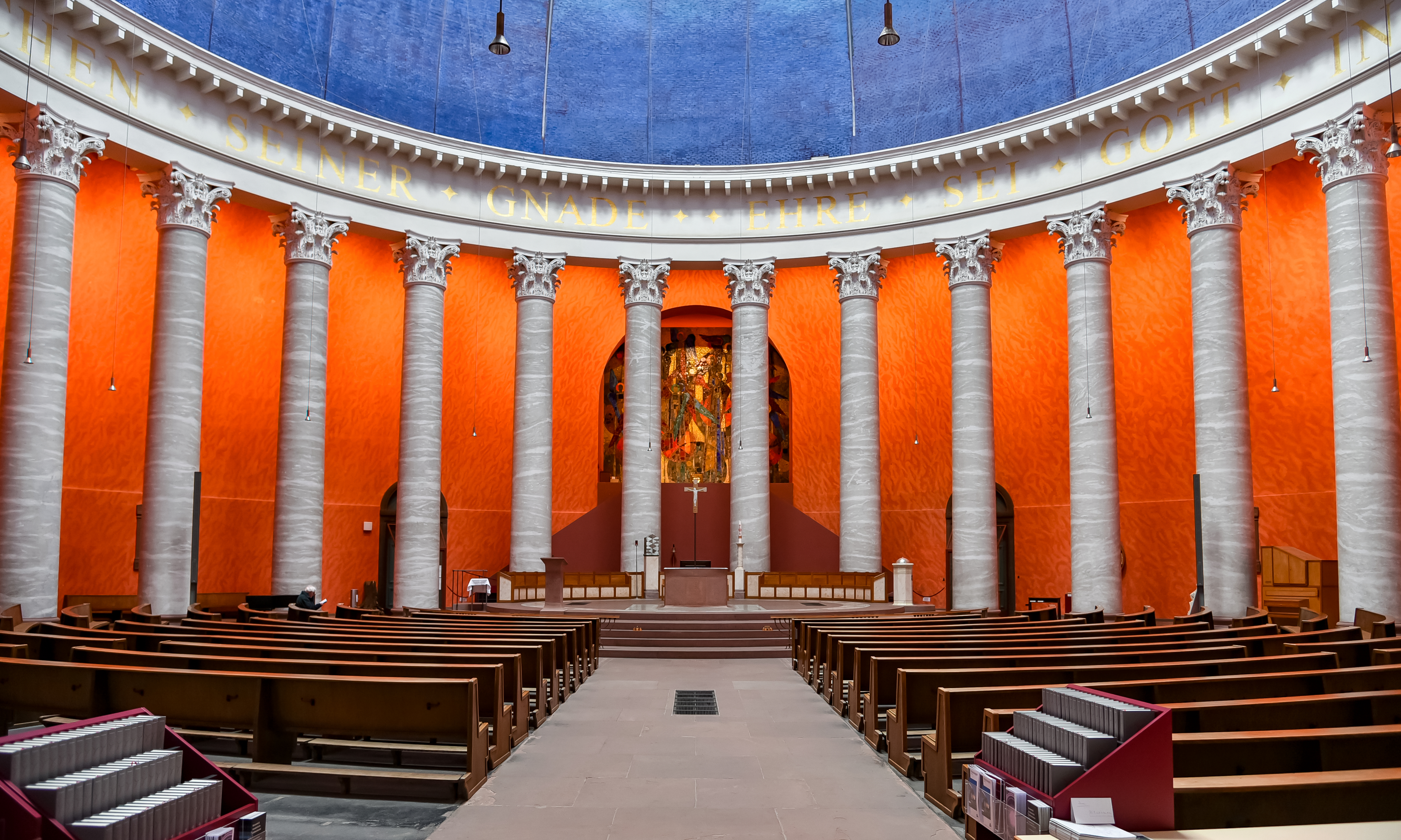
Interno

La contraddizione tra il concetto religioso illuministico di Moller e il punto di vista cattolico in fatto di liturgia portò presto a modifiche di vario genere. 
I primi cambiamenti all'interno furono apportati nel 1834, e nel 1841 fecero seguito ricostruzioni e adattamenti di coro, pulpito e oratorio. Tra li 1909 ed il 1910 ebbe luogo una ristrutturazione più generale. Sull'altare principale si trova una lastra in arenaria lunga 4 m ed un angelo a mosaico sul muro posteriore. Sono entrambe opere del tardo XX secolo e il mosaico del 1960 si deve all'artista viennese Clarisse Schrack-Praun. La rielaborazione cromatica con intensi rossi e blu sulla cupola e sui muri è diventata la cifra stilistica dominante dopo il 2005. Degne di nota le stazioni della Via Crucis realizzate nel 1905 dai fratelli Wilhelm e Franz Albermann.
Alcuni membri cattolici della casa di Assia-Darmstadt sono sepolti nella chiesa di San Luigi: la granduchessa Matilde († 1862) a destra e il principe Federico d'Assia-Darmstadt († 1867) a sinistra. Sul lato destro nel 1955 fu installato un ritratto del professore viennese Andreae. Nel 2009 arrivò il pezzo artistico più sorprendente, la acquasantiera opera dell'artista di Habitzheim Schorsch Wolf.
Nel 2005 lo scultore tedesco Elmar Hillebrand creò la nuova isola dell'altare, circondata da un banco per la comunione, la cui mensa (il piano dell'altare) poggia su una 
menorah ebraica. I sette bracci di quel candelabro richiamano i sette sacramenti che compaiono anche sullo schienale degli scranni del coro. L'altare è ancora avvolto da dodici simboli metallici in rilievo, inscritti nel pavimento di marmo, che rappresentano le dodici tribù di Israele. Vi è anche un riscontro con i dodici riquadri dell'altare, in cui sono incisi i nomi degli apostoli. All'apice si trova la croce che la scultrice austriaca Annelie Kremer creò nel 2007.

### Organo a canne

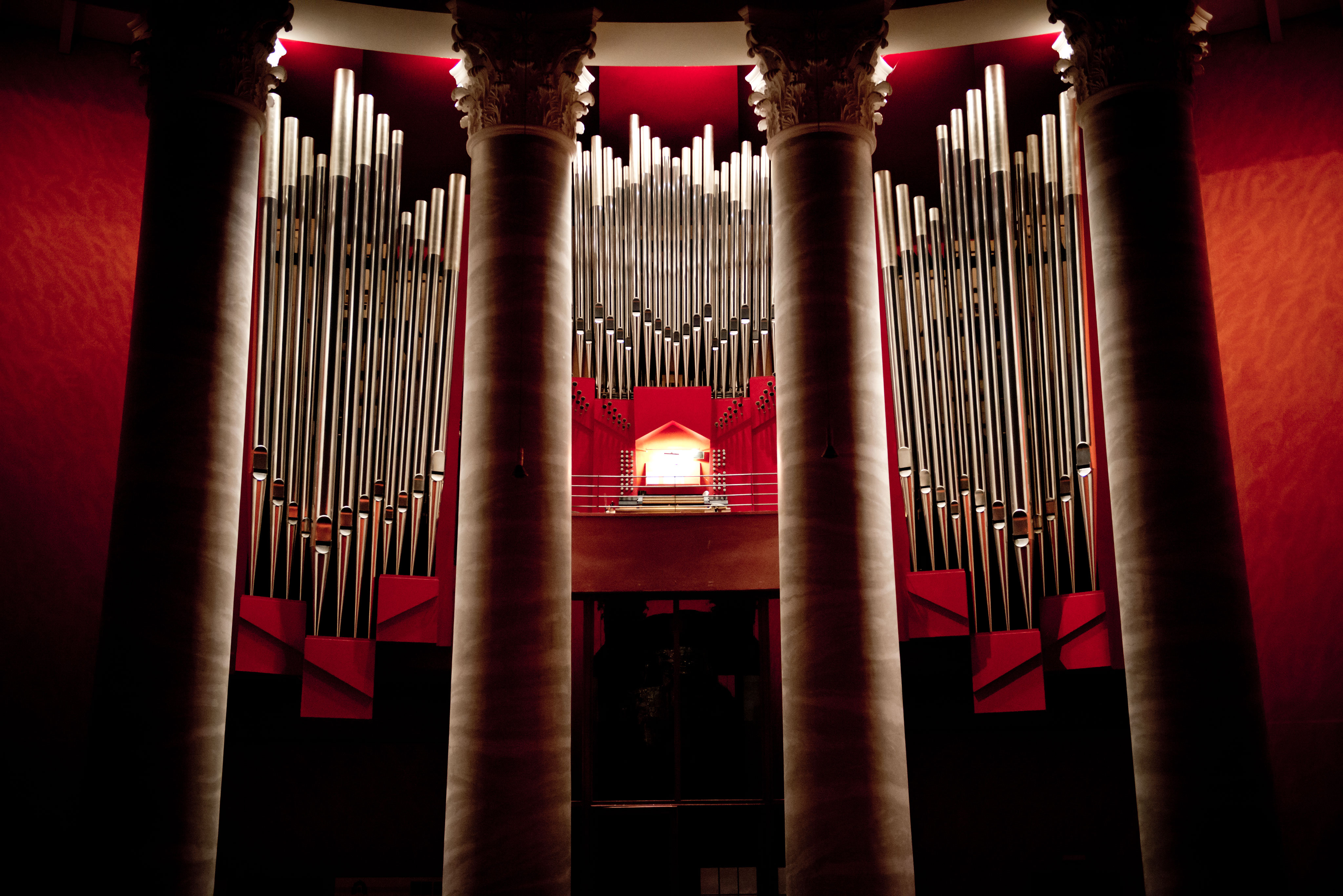
Organo a canne

Sulla cantoria posta al di sopra dell'ingresso principale della chiesa, si articola in tre corpi l'organo a canne, costruito nel 2005 da Claudius Winterhalter; lo strumento precedente era stato realizzato nel 1955 dalla ditta Förster & Nicolaus (con 20 registri su due manuali e pedale) in sostituzione di quello originario, edificato nel 1823 da Gottlieb Dietz (con 34 registri) e danneggiato nel 1944.
L'organo odierno è in stile romantico francese e venne benedetto il 17 settembre 2005 ricevette l'ordinazione liturgica dal vescovo ausiliare Werner Guballa. A trasmissione mista (meccanica per i manuali e il pedale, elettrica per i registri), dispone di 43 registri. La sua consolle, a finestra nella parete anteriore della cassa del corpo centrale, ha tre tastiere e pedaliera.